# 技術試験衛星9号機
技術試験衛星9号機 (Engineering Test Satellite-9、ETS-9) は、宇宙航空研究開発機構 （JAXA）、総務省、情報通信研究機構（NICT）、文部科学省が開発する技術試験衛星。次世代通信衛星のための技術実証と推進機を含めて全電力化した静止衛星。プライムメーカーは三菱電機。プロジェクト総開発費は文部科学省計上分が401億円。
H3ロケットにより2025年度（令和7年度）打ち上げ予定。

## 概要

### 計画
2015年（平成27年）1月9日に決定された宇宙開発戦略本部作成の宇宙基本計画において、「今後の情報通信技術の動向やニーズを把握した上で我が国として開発すべきミッション技術や衛星バス技術等を明確化し、技術試験衛星の打ち上げから国際展開に至るロードマップ、国際競争力に関する目標設定や今後の技術開発の在り方について検討を行い、平成27年度中に結論を得る。これを踏まえた新たな技術試験衛星を平成33年度をめどに打ち上げることを目指す。」として、技術試験衛星9号機の打ち上げが明記された。
H3ロケットの打ち上げの延期が重なったことで、2025年度の打ち上げ予定に延期された。
2017年3月、JAXAのプロジェクト移行審査を経て、プロジェクトへと移行、2017年4月には三菱電機がプライムメーカーに選定された。

### 目的・特徴
技術試験衛星9号機は次世代静止通信衛星に必要となる技術の実証・獲得を目的としており、衛星バスの全電力化・電源系の大電力軽量化・高排熱技術の獲得、通信のフルデジタル化・フレキシブル化・大容量化に関する新規技術を中心に搭載している。
推進器に化学推進器を搭載せず電気推進器（キセノンホールスラスタ）のみとすることで、推進力が比較的低いため打ち上げから運用開始までの期間が長くなるデメリットがあるが、比推力が化学推進器に比べて5倍から10倍程度となるため、燃料搭載重量を削減しバス重量を大幅に低減可能となる。ETS-9としては静止軌道への遷移期間4か月でサービスイン可能なことの実証がミッション要求に盛り込まれており、これは次世代静止通信衛星における競争力を見越して設定されている。
搭載するフルデジタル通信ペイロード・可変ビームにより、周波数や通信エリアを設計段階でハード的に固定せず、ある程度の範囲からソフトウェア的に設定することが可能となる。これは新しい世代の通信衛星で採用されつつあるソフトウェア定義衛星（SDS）の要素を取り入れたものであり、衛星打ち上げ後の運用変更の自由度が高くなる。

### 運用
打ち上げ後、静止軌道への軌道変更と機能確認に8カ月程度、軌道上実証に3年間程度を予定しており、その間はJAXAがバス運用する。一方、衛星バスの設計寿命は商用通信衛星の耐用年数を見据えて15年としており、残りの設計寿命までの期間（12年程度）は民間のスカパーJSATがバス運用を実施する。運用終了前には軌道離脱を計画している。
スカパーJSATは相乗りモジュールとして静止軌道光学モニタ（GSOM）を搭載、その撮影データの商業販売を予定し、横浜衛星管制センターから運用する。

## 搭載機器

### 電力・熱制御系
- アクティブ熱制御実証システム（ATCS）
衛星構体の対面をヒートパイプで接続し、またポンプで冷媒を循環させ蒸発潜熱を利用する熱輸送システムを同時に使用して放熱する。当初はラジエータに展開式のものを採用する計画だった[13]が廃止された[3]。
- 二次元展開方式太陽電池パドル（片翼6枚）[8]
従来の衛生バスDS2000では発生電力18kWであったところ、25kW（寿命末期16年後）まで増加する。

### 通信系
- フルデジタル通信ペイロード
  - 次世代通信衛星で通信容量200Gbpsが可能となる構成をスケールダウンして搭載する[3]
- 固定ビーム通信サブシステム：総務省委託研究
  - 伝送速度の目標：最大100Mbps[14]
  - Kaバンドの100ビーム級マルチビーム化
- 可変ビーム通信サブシステム：総務省委託研究
  - 伝送速度の目標：最大100Mbps[14]
  - Kaバンドデジタルビームフォーミング
- 光フィーダリンク（HICALI：High Speed Communication with Advanced Laser Instrument）：NICT
  - 通信容量：10Gbps[14]
  - 静止衛星 - 地上間の光通信の実証
  - 波長はLUCAS（光衛星間通信システム）と同じ1.55μmを使用し、モジュールとしてはLUCAS同様に低軌道衛星 - 静止衛星間の通信への適用も念頭に開発されている[15]。
  - 質量：80kg、消費電力：340W[16]
- ワイヤレス通信モジュール（WICS）
  - 構体内に親機1台、子機2台を設置し機器間配線の無線化を検証する[3]

### 推進・姿勢制御系
- 国産ホールスラスタ
  - 出力：6kW級[17]

国産ホールスラスタは当初主系スラスタとして搭載を予定していたが、基礎試験で過大な放電電流振動が発生したことを受け他の機器への電磁干渉の懸念があるとして、軌道上実証機器へと位置づけを変更した。これにより、展開ブーム式ジンバル2本の先端に国産スラスタと実績品の海外製スラスタを1台ずつ合計4台の構成[8]だったものが、ジンバル先端の4台を全て実績品スラスタとして、国産スラスタ1台を機体に直接設置する構成に変更された[3]。軌道変更の推進に国産スラスタも使用するが、故障した場合には海外製スラスタだけでも静止軌道に到達できることを優先した[10]。国産ホールスラスタは1機で340mN程度の推力が得られ[18]、はやぶさ2のイオンエンジンが10mNであった[19]のに比べて出力が大きく、打ち上げから短い期間で静止軌道へ入りミッションを開始できる。
- ホールスラスタ（海外製実績品）×4式
  - 2軸展開ブーム・2軸ジンバルの先に2式ずつ搭載し、静止軌道上での軌道面内・面外の2方向に対応する自由度を持つことで角運動最小化とΔVの最適化を両立する[8]。
- 静止GPS受信機[20]
  - 地球向けの微弱なGPS信号を利用した位置認識
  - 数か月にわたる静止化までの断続的なスラスタ制御の自動化・静止軌道位置の保持の自律的な制御の実施

### 相乗りペイロード
- 静止軌道光学モニタ（GSOM）
  - 地上から観測が難しい静止軌道上の状況把握に使用[3]